# Liste der Kulturdenkmäler in Guldental
In der Liste der Kulturdenkmäler in Guldental sind alle Kulturdenkmäler der rheinland-pfälzischen Ortsgemeinde Guldental aufgeführt. Grundlage ist die Denkmalliste des Landes Rheinland-Pfalz (Stand: 2. August 2023).

## Denkmalzonen
| Bezeichnung                    | Lage                                                                 | Baujahr | Beschreibung                                 | Bild |
| ------------------------------ | -------------------------------------------------------------------- | ------- | -------------------------------------------- | ---- |
| Denkmalzone Jüdischer Friedhof | Waldhilbersheim, nördlich des Ortes; Distrikt Auf dem Engelroth Lage | 1840    | Areal mit etwa 49 Grabsteinen, 1840 bis 1937 | BW   |

## Einzeldenkmäler
| Bezeichnung                         | Lage                                                     | Baujahr                              | Beschreibung | Bild                                    |
| ----------------------------------- | -------------------------------------------------------- | ------------------------------------ | --- | --------------------------------------- |
| Brunnen                             | Heddesheim, Hauptstraße Lage                             | 1584                                 | Renaissance-Ziehbrunnen, Ortswappen, bezeichnet 1584 | Fotos hochladen                         |
| Katholische Pfarrkirche St. Jakobus | Heddesheim, Hauptstraße 8 Lage                           | 1894                                 | neuspätgotischer Backsteinsaal, 1894, Dombaumeister Max Meckel | weitere Bilder Fotos hochladen          |
| Hofanlage                           | Heddesheim, Hauptstraße 9 Lage                           | erste Hälfte des 18. Jahrhunderts    | Streckhof; barockes Fachwerkhaus, teilweise massiv, wohl aus der ersten Hälfte des 18. Jahrhunderts | weitere Bilder Fotos hochladen          |
| Museum                              | Heddesheim, Hauptstraße 14 Lage                          | 1895/96                              | ehemalige Schule; spätklassizistischer Backsteinbau, 1895/96 | weitere Bilder Fotos hochladen          |
| Evangelische Pfarrkirche            | Heddesheim, Kirchstraße 1 Lage                           | 12. oder 13. Jahrhundert             | romanischer Chorturm, 12. oder 13. Jahrhundert, gotische Veränderungen, barocker Helm, 1709; spätgotisches Langhaus, 15. Jahrhundert | weitere Bilder Fotos hochladen          |
| Wohnhaus                            | Heddesheim, Kirchstraße 12 Lage                          | erste Hälfte des 18. Jahrhunderts    | barockes Fachwerkhaus, teilweise massiv, erste Hälfte des 18. Jahrhunderts | weitere Bilder Fotos hochladen          |
| Wohnhaus                            | Heddesheim, Naheweinstraße 46 Lage                       | drittes Viertel des 19. Jahrhunderts | spätklassizistischer Krüppelwalmdachbau, drittes Viertel des 19. Jahrhunderts | BW                                      |
| Kleinhäuser                         | Heddesheim, südlich des Ortes am Breitenfelserhof Lage   | frühes 19. Jahrhundert               | dreiteilige Kleinhauszeile mit einer Scheune, frühes 19. Jahrhundert | BW                                      |
| Notgotteskapelle                    | Heddesheim, südlich des Ortes an der K 48 Lage           |                                      | Überreste der Notgotteskapelle; höhlenartige Nische im Rotsandsteinfelsen, im Ursprung wohl mittelalterlich | BW                                      |
| Wohnhaus                            | Waldhilbersheim, Brückenstraße 1 Lage                    | erste Hälfte des 19. Jahrhunderts    | klassizistisches Fachwerkhaus, verputzt, erste Hälfte des 19. Jahrhunderts, Türblatt bezeichnet 1900 | weitere Bilder Fotos hochladen          |
| Treppenanlage                       | Waldhilbersheim, Brunnenplatz 5 Lage                     | um 1850/60                           | Treppenanlage der Alten Schule mit Laufbrunnen und Wappentafel, um 1850/60 | weitere Bilder Fotos hochladen          |
| Wohnhaus                            | Waldhilbersheim, Brunnenplatz 7 Lage                     | um 1700                              | zweiteiliges barockes Fachwerkhaus, verputzt, eventuell um 1700; platzbildprägend | Fotos hochladen                         |
| Katholische Pfarrkirche St. Martin  | Waldhilbersheim, Große Kirchgasse Lage                   | 1774/75                              | Saalbau, 1774/75, 1923 verlängert | weitere Bilder Fotos hochladen          |
| Kriegerdenkmal und Grabmäler        | Waldhilbersheim, Große Kirchgasse, auf dem Kirchhof Lage | 18. bis 20. Jahrhundert              | in der Kirchhofmauer Grabsteine, 18. und 19. Jahrhundert; am Chor spätbarockes Kruzifix, bezeichnet 1779; drei Priestergrabkreuze, bezeichnet 1888, 1920 und 1927; Kriegerdenkmal 1914/18, Heiliger-Martin-Relief, 1920er Jahre; Friedhofskreuz, Sandstein, um 1900 | weitere Bilder Fotos hochladen          |
| Hofanlage                           | Waldhilbersheim, Im Baumgarten 2 Lage                    | 17. Jahrhundert                      | Hofanlage; barockes Fachwerkhaus, teilweise massiv, 17. Jahrhundert | weitere Bilder Fotos hochladen          |
| Synagoge                            | Waldhilbersheim, Naheweinstraße 83 Lage                  | 1910                                 | ehemalige Synagoge; Backsteinbau mit Rundbogenfenstern, 1910 | Fotos hochladen                         |
| Wegekapelle                         | Waldhilbersheim, Windesheimer Straße, Ecke Flurweg Lage  | 19. Jahrhundert                      | Wegekapelle, 19. Jahrhundert | BW                                      |
| Kirchenportal                       | Waldhilbersheim                                          | 1762                                 | am Weinkeller der ehemaligen Firma Nohn & Söhne: ehemaliges Kirchenportal der barocken katholischen Kirche, 1762 | Direkt Bild zu diesem Denkmal hochladen |

## Ehemalige Kulturdenkmäler
| Bezeichnung | Lage                                         | Baujahr         | Beschreibung                                            | Bild                           |
| ----------- | -------------------------------------------- | --------------- | ------------------------------------------------------- | ------------------------------ |
| Wohnhaus    | Heddesheim, Pfarriusstraße 12 Lage           | 18. Jahrhundert | barockes Fachwerkhaus, 18. Jahrhundert (?); abgebrochen | Fotos hochladen                |
| Spolie      | Waldhilbersheim, Brunnenplatz, an Nr. 1 Lage | 1577            | Wappenstein, bezeichnet 1577; aus Denkmalliste gelöscht | weitere Bilder Fotos hochladen |